# Akiko Fukushima
Akiko Fukushima (福嶋 晃子, Fukushima Akiko; Yokohama, 29 juni 1973) is een professioneel golfer uit Japan die speelde op de LPGA Tour.
Fukushima 24 wedstrijden gewonnen op de LPGA Tour van Japan.
Fukushima twee keer gewonnen op de LPGA Tour beide in 1999.